# カール・ワイマン
カール・ワイマン（Carl Edwin Wieman 、1951年3月26日 - ）はアメリカ合衆国の物理学者である。2001年に「希薄なアルカリ原子ガスでのボース＝アインシュタイン凝縮の実現、および凝縮体の性質に関する基礎的研究」により、エリック・コーネルとヴォルフガング・ケターレと共にノーベル物理学賞を受賞した。

## 経歴
オレゴン州Corvallisに生まれた。マサチューセッツ工科大学で学び、1977年にスタンフォード大学からPh.D.を得た。1979年からミシガン大学助教授、1984年からコロラド大学、1987年にコロラド大学教授となった。1989年からエリック・コーネルとボーズ・アインシュタイン凝縮の実験を始め、ルビジウムの気体をレーザー冷却と磁場による閉じ込め、蒸発冷却を行って1995年始めてボース＝アインシュタイン凝縮の観測に成功した。2007年よりコロラド大学との関係を保ちつつ、カナダの州立ブリティッシュコロンビア大学に移籍し、科学教育プログラムに従事する。

## 受賞歴
- 1993年：アーネスト・ローレンス賞
- 1996年：フリッツ・ロンドン記念賞、リヒトマイヤー記念賞、ニューカム・クリーブランド賞
- 1997年：キング・ファイサル国際賞科学部門
- 1998年：ローレンツメダル、アーネスト・ローレンス賞
- 1999年：アーサー・L・ショーロー賞、R・W・ウッド賞
- 2000年：ベンジャミン・フランクリン・メダル
- 2001年：ノーベル物理学賞
- 2007年：エルステッド・メダル